# Дегуманізація мистецтва (книга)
Дегуманізація мистецтва (ісп. La deshumanización del arte) — робота іспанського філософа Хосе Ортеги-і-Гассета, написана у 1925 році, яка вважається одним з найточніших аналізів мистецтва в історії іспанської естетичної думки, до якого Ортега-і-Гассет ще не раз звертатиметься у низці своїх творів. У цьому есе він розмірковує про розрив, який представляє нове авангардне мистецтво стосовно художньої традиції та його сприйняття публікою.

## Аналіз
Дегуманізація мистецтва аналізується невдоволення громадськості сучасним мистецтвом того часу. Це мистецтво непопулярне, бо не збігається зі смаками більшості, і антинародне, бо його творці не бажають бути приємними публіці. В результаті цього невдоволення провокується поділ на дві протилежні групи: прихильників сучасного мистецтва, які перебувають у меншості, і недоброзичливців сучасного мистецтва, які становлять більшість.
Мистецтво, як його традиційно знали до цього, прагнуло викликати у публіки емоції, які не могли бути спровоковані повсякденними діями. На противагу цьому, нове авангардне мистецтво прагне вийти за межі людини, щоб передати ідеї, стилі або волю, які виходять за контекст її повсякденних дій. Коли Гассет стверджує, що це мистецтво дегуманізоване, він має на увазі, що воно створює власну мову для виходу за межі повсякденності: усуваються всі зв'язки з людською реальністю. Це нове мистецтво перестає бути мистецтвом для широкого загалу і стає мистецтвом для інших художників зі схожими емоціями та намірами.
Якщо нове мистецтво не всім зрозуміле, то це означає, що його ресурси не є загальнолюдськими. Це мистецтво не для людей взагалі, а для дуже специфічного класу людей, які, можливо, не варті більшого, ніж інші, але які відрізняються від них. Нове мистецтво — це мистецтво художнє, яке сприймається лише тими, хто має художнє чуття. Тому це мистецтво для художників. Вона не тільки негуманна, але й полягає в активному руйнуванні її людського початку, в дегуманізації. Як зазначає Ортега, з'являється «відраза» до людини. Це нова чуттєвість, яка існує в новому мистецтві. Процедур дегуманізації, що застосовуються, багато: найрадикальніша, з метою уникнення реалій, — метафоризація. Також, у цій же спробі втечі та ухилення від реальності, існує надреалізм метафори, а також Інфрареалізм.
Ще одним прийомом, за допомогою якого нові художники закріплюють своє неприйняття мистецької традиції минулих століть, є іронія, жарт і фарс.
Йдеться не про те, щоб намалювати щось зовсім не схоже на людину, а про те, щоб намалювати людину, яка якомога менше схожа на людину, сконструювати щось, що не копіює «природне», але володіє певною автентичністю. Саме тут з'являється поняття стилізації. Стилізувати — це деформувати справжнє, дереалізувати. Стилізація передбачає дегуманізацію. Немає іншого способу дегуманізації, ніж стилізація. Нове мистецтво намагається уникати особистого, бо воно є найлюдянішим з людських. Реалізм же пропонує художнику не мати стилю.
Ортега-і-Гассет стверджує, що суспільство повинно залишити позаду свої упередження, з якими воно виробило свою концепцію світу. Але водночас він стурбований просуванням ідей, які виникли після Французької революції 1789 року, особливо ідеї про те, що всі люди є рівними. На думку Ортеги-і-Гассета, ця ідея рівності перетворила б людей на недиференційовану масу, до якої він згодом звернеться у книзі «бунт мас».